# أمين أباظة
أمين أحمد محمد عثمان أباظة،(و. 2/4/1958) محافظة الشرقية وزير الزراعة حاصل على بكالوريوس اقتصاد وعلوم سياسية عام 1979.

## التدرج الوظيفــــي
- البنك الأهلي المصري إدارة العلاقات الخارجية 1981 حتى 1982 .
- البنك الأهلي المصري فرع لندن أعمال دولية 1983 حتى 1984 .
- البنك الأهلي المصري للائتمان إدارة الائتمان 1984 حتى 1986 .
- مدير المكتب الفني لرئيس مجلس إدارة البنك المصري الخليجي 1986 حتى 1991 .
- عضو مجلس إدارة بالشركة الشرقية تكنوجاز 1993 حتى تولى الوزارة.
- عضو مجلس الإدارة المنتدب لشركة النيل الحديثة للأقطان 1994 حتى 2005.
- رئيس مجلس إدارة أوبتيما لتداول الأوراق المالية 1995 حتى 2005 .
- رئيس مجلس إدارة الشركة العربية لتجارة وحليج الأقطان 1996 حتى 2005 .
- عضو مجلس إدارة الشركة القابضة الكويتية 1997 حتى 2005 .
- رئيس اتحاد مصدري الأقطان من 2000 حتى 2003.
- رئيس اتحاد مصدري الأقطان الإسكندرية من 2001 حتى 2003.
- عضو مجلس إدارة الشركة العالمية لصناعة المواسير 2003 حتى 2004.
- عضو مجلس إدارة بشركة الإسكندرية للغزل والنسيج سبينالكس 2003 حتى تولى الوزارة.
- عضو مجلس إدارة شركة النصر للملابس والمنسوجات 2003 حتى تولى الوزارة.
- عضو مجلس إدارة الهيئة العامة للاستثمار عام 2005 .
- وزير للزراعة واستصلاح الأراضي اعتبارا من 31/12/2005.

## ازمات

### انفلونزا الطيور
منذ أن تولي أمين أباظة منصبه الوزاري، والأزمات تحاصره من كل جانب، ففي عام 2006 دخل مرض إنفلونزا الطيور مصر، على الرغم من تزامن دخول المرض مصر مع كل من الأردن وإسرائيل، فإن كلاً منهما نجحت في القضاء عليه، لكن مصر وبحسب الخبراء لم تنجح في مواجهة المرض وذلك بسبب عدم وضع وزارة الزراعة لخطة حقيقية تواجه المرض.

### القطن
وفي كل صيف تشتد أزمة فشل الفلاحين في تسويق أقطانهم، حيث تتكدس الأقطان لدي الفلاحين.
نقد
يري بعض الخبراء أن أباظة شخصيا له دور في هذه الأزمة، حيث يمتلك أباظة شركة لتجارة القطن تعد من بين أكبر أربع شركات تعمل في مجال تجارة القطن، تعمل هذه الشركات علي شراء القطن من الفلاحين بأبخس الأسعار، وبالتالي يلجأ الفلاحون إلي تخزين القطن في منازلهم لحين ارتفاع أسعاره التي لا ترتفع أبدا عن الأسعار التي تحددها هذه الشركات، ثم يضطرون في النهاية لبيع الأقطان إلي هذه الشركات.
ولكن أباظة ينفي هذا الأمر ويؤكد أنه فور توليه منصبه الوزاري قام ببيع شركة القطن التي كان يمتلكها.

### الأسمدة
وكذلك واجه أباظة أزمة الأسمدة التي تشتد مع بداية موسمي الزراعة الصيفي والشتوي، حيث يصل سعر شيكارة السماد في بعض أوقات الأزمة إلي 150 جنيهاً، في حين أن سعرها في الوضع الطبيعي لا يتجاوز 75 جنيهاً.

### الفاكهة والخضراوات
تردد أن الفاكهة والخضراوات في مصر مسممة نتيجة استخدام مياه ري ملوثة، واستخدام مبيدات محظورة دوليا.
نقد
عن هذه الأزمة يري بعض الخبراء أن مصر تستخدم مبيدات محظورة دوليا في مكافحة آفات المحاصيل الزراعية فيها، كان الوزير السابق أحمد الليثي قد حظرها لكن أباظة هو الذي اتخذ قراراً بعودة العمل بهذه المبيدات في مصر،
و يري أباظة أن مصر لا تستخدم أي مبيدات محظورة دولياً، ويؤكد أن استخدام المبيدات في مصر يخضع لقواعد صارمة لا تسمح باستخدام أي مبيدات محظورة.

## الثورة المصرية 2011
قامت الثورة المصرية في 25 يناير 2011 تنديدا بقمع الشرطة، وقانون الطوارئ، البطالة، رفع الحد الأدنى من الأجور الأساسية، أزمة المساكن، ارتفاع أسعار المواد الغذائية، الفساد، سوء الظروف المعيشية. ودعت المظاهرات بشكل أساسي إلى إسقاط نظام الرئيس حسني مبارك، الذي تولى السلطة من 30 عام.
في 29 يناير بعد ألقى الرئيس السابق حسني مبارك وعد فيه بحل المشكلات الاقتصادية، حل الحكومة، وعين أحمد شفيق في منصب رئيس الوزراء.
وفي 23 فبراير قرر النائب العام المصري، المستشار عبد المجيد محمود، منع سفر عدد من الوزراء والمسؤولين في مصر للخارج، لاتهامهم في قضايا فساد، وضمت القائمة الجديدة اثنان من رؤساء الوزراء السابقين بخلاف ثلاثة وزراء. جاء على رأسها أحمد نظيف، بجانب رئيس الوزراء الأسبق، عاطف عبيد، والوزراء السابقون أنس الفقي [[وزارة الإعلام (مصر)|وزير الإعلام السابق، فاروق حسني وزير الثقافة السابق وأمين أباظة وزير الزراعة السابق. كما ضمت قائمة الممنوعين من السفر الجديدة عددا من المسؤولين الحاليين أو السابقين، ومنهم رئيس اتحاد الإذاعة والتليفزيون أسامة الشيخ، ورئيس هيئة التنمية الصناعية عمرو عسل، ورئيس مركز تحديث الصناعة حلمي أبو العيش، ورئيس اتحاد المنتجين الزراعيين مدحت المليجي. وشمل قرار النائب العام عدداً من رجال الأعمال، هم ياسين منصور، شقيق وزير المواصلات الأسبق، وعضو مجلس الشعب السابق محمد أبوالعنين، وحامد الشيتي، ونهاد رجب، ونبيل عبد العظيم وأدهم نادين.